# Antoni Maziarz
Antoni Maziarz (ur. 1972 w Trzebnicy) – polski historyk specjalizujący się w historii społeczno-ekonomicznej oraz XIX i XX wieku; nauczyciel akademicki związany z Uniwersytetem Opolskim.

## Życiorys
Urodził się w 1972 w Trzebnicy. Po ukończeniu kolejno szkoły podstawowej i średniej oraz pomyślnie zdanym egzaminie maturalnym podjął studia na kierunku historia w Wyższej Szkole Pedagogicznej im. Powstańców Śląskich w Opolu. Ukończył je w 1996 zdobywając tytuł zawodowy magistra na podstawie pracy pt. Lekarze wrocławscy XVI-XVII wieku w świetle pracy Jana Henryka Cunradiego Silesia togata..., napisanej pod kierunkiem prof. Włodzimierza Kaczorowskiego. W 1997 został zatrudniony na macierzystej uczelni jako asystent w Katedrze Historii Śląska w Instytucie Historii. W 2005 uzyskał tam stopień naukowy doktora nauk humanistycznych na podstawie rozprawy nt. Działalność medyczna żeńskich rodzimych zgromadzeń zakonnych na Śląsku w latach 1842-1914 na tle uwarunkowań społecznych. Ponadto został zatrudniony na stanowisku adiunkta. W latach 2012–2016 zajmował stanowisko zastępcy dyrektora Instytutu Historii UO ds. dydaktyki i studentów. W 2016 roku objął funkcję prodziekana ds. studiów niestacjonarnych Wydziału Nauk Społecznych opolskiego uniwersytetu.

## Dorobek naukowy
Współpracuje z polskimi i zagranicznymi instytucjami naukowo-badawczych, w tym m.in. Uniwersytetem Adama Mickiewicza w Poznaniu, Uniwersytetem Wrocławskim, Muzeum Śląska Opolskiego. Jest członkiem Polskiego Towarzystwa Historycznego i Towarzystwa Charytatywno-Opiekuńczego im. bł. Teresy Gerhardinger w Świebodzicach. Był koordynatorem "Encyklopedii Solidarności" w Rejonie Opolskim. Jego zainteresowania naukowe koncentrują się wokół tematyki związanej z historią XIX i XX wieku ze szczególnym uwzględnieniem dziejów Śląska i Wielkopolski, historii życia konsekrowanego, historii medycyny oraz dziejów polskiej myśli politycznej. Do jego najważniejszych publikacji należą:
- Śląskie samarytanki. Opieka zdrowotna rodzimych żeńskich zgromadzeń na Śląsku w latach 1842-1914, Warszawa 2009.
- Rodzina na Śląsku 1939-1945. Dezintegracja – migracje – codzienność, Warszawa-Opole 2012, współautor.
- Rodzina na Śląsku w XIX wieku, Opole 2011, współautor.
- Powstanie styczniowe. Motywy-Walka-Dziedzictwo, Warszawa 2014, redakcja.